# Brison-Saint-Innocent
Brison-Saint-Innocent är en kommun i departementet Savoie i regionen Auvergne-Rhône-Alpes i sydöstra Frankrike. Kommunen ligger i kantonen Aix-les-Bains-Nord-Grésy som tillhör arrondissementet Chambéry. År 2022 hade Brison-Saint-Innocent 2 443 invånare.

## Befolkningsutveckling
Antalet invånare i kommunen Brison-Saint-Innocent
| Referens: INSEE |